# トーマス&マック・センター
トーマス&マック・センター（Thomas & Mack Center）は、アメリカネバダ州ラスベガスにある屋内競技場。会場名はネバダ州の著名な銀行家2人の名前に由来している。
UNLVバスケットチームの本拠地として使用され、2007年にはNBAオールスターゲームと男子アメリカ選手権が行なわれた。
また、格闘技の開催にも使われ、UFC 43、PRIDE.32、33が行なわれた。さらにプロレスのWWEでは、ノー・ウェイ・アウトが2008年に開催されたほか、2005年には、ヴェンジェンスが開催された。ボクシングにおいては、オスカー・デ・ラ・ホーヤ vs. アイク・クォーティ、フリオ・セサール・チャベス vs. ヘクター・カマチョといった歴史的な試合が行われている。